# Sainte-Mondane
Sainte-Mondane là một xã, nằm ở tỉnh Dordogne vùng Aquitaine của Pháp. Xã này có diện tích 9,63 km², dân số năm 2006 là 226 người. Xã nằm ở khu vực có độ cao trung bình 140 m trên mực nước biển.

## Hành chính
| Danh sách các xã trưởng                |                  |                    |                  |                       |
| Giai đoạn                              | Giai đoạn        | Tên                | Đảng             | Tư cách               |
| 1989                                   | tháng 3 năm 2008 | Claude Brard       | PS               | nhân viên chuyển hàng |
| tháng 3 năm 2008                       | đương nhiệm      | Marguerite Planche | không chính thức | hưu trí               |
| Tất cả các dữ liệu trước đây không rõ. |                  |                    |                  |                       |

## Thông tin nhân khẩu
| Năm    | 1962 | 1968 | 1975 | 1982 | 1990 | 1999 | 2006 |
| ------ | ---- | ---- | ---- | ---- | ---- | ---- | ---- |
| Dân số | 294  | 350  | 412  | 700  | 864  | 954  | 1120 |